# Meliosma herbertii
Meliosma herbertii är en tvåhjärtbladig växtart som beskrevs av Robert Allen Rolfe. Meliosma herbertii ingår i släktet Meliosma och familjen Sabiaceae. Utöver nominatformen finns också underarten M. h. tepuiensis.